# 백은옥
백은옥(1963년 ~ )은 대한민국의 컴퓨터과학자, AI 전문가로, 한양대학교 공과대학 컴퓨터소프트웨어학부 교수(현재 소프트웨어대학 학장)이며, 공학한림원 정회원이다.

## 학력
1985년 서울대학교에서 전자계산기 공학과 학사 학위를, 1991년 미국 Stanford University에서 전산학 박사 학위를 취득했다.

## 경력
- 2012 ~ 현재 한양대학교 컴퓨터소프트웨어학부 교수
- 2017 ~ 현재 서울시 성평등위원회 위원
- 2016 ~ 현재 공학한림원 회원
- 2018~2019  한국여성과학기술단체총연합회 부회장
- 2008 ~ 2009 Univ. of California San Diego 방문교수
- 2006 ~ 2008 정보통신정책 심의위원회 심의위원
- 2006 ~ 2007 SK텔레콤 기술자문
- 2006 ~ 2007 국가 과학기술자문위원회 전문위원
- 2001 ~ 2012 서울시립대학교 기계정보공학과 교수
- 2000 ~ 2007 대한여성과학기술인회 이사
- 1996 ~ 2000 엘지종합기술원 책임연구원
- 1992 ~ 1995 서울대학교 컴퓨터신기술공동(연) 박사후과정 및 특별연구원